# St. Benedict (Saskatchewan)
St. Benedict es un pueblo canadiense situado en la provincia de Saskatchewan.

## Superficie
St. Benedict tiene una superficie de 0,55 km².

## Demografía
En 2021, tenía 80 habitantes, una densidad poblacional de 145,2 hab./km², y 45 viviendas.